# Théo Hernández
Théo Bernard François Hernández (* 6. Oktober 1997 in Marseille) ist ein französischer Fußballspieler. Der Außenverteidiger steht aktuell in Saudi-Arabien bei al-Hilal unter Vertrag und ist Nationalspieler seines Heimatlandes.

## Karriere

### Verein

#### Jugend bei Rayo Majadahonda und Atlético Madrid
Hernández wechselte 2007 vom Rayo Majadahonda zu Atlético Madrid. Dort kam er in der Saison 2015/16 zu ersten Einsätzen in der zweiten Herrenmannschaft. Außerdem spielte er mit der A-Jugend in der UEFA Youth League.

#### Leihe zu Deportivo Alavés
Zur Saison 2016/17 wurde Hernández bis zum Ende der Saison 2016/17 an Deportivo Alavés ausgeliehen. Sein Liga-Debüt gab er am 28. August 2016 gegen Sporting Gijón, und er wurde unter Trainer Mauricio Pellegrino auf Anhieb zum Stammspieler bei dem Aufsteiger aus dem Baskenland. Ein gutes halbes Jahr später galt er nicht nur aufgrund seiner Schnelligkeit als einer der drei besten Akteure auf der linken Außenbahn in Spaniens höchster Spielklasse. Mit Alavés stand er zudem Ende Mai 2017 im Endspiel um den spanischen Landespokal, das er mit seinem Team mit 1:3 gegen den FC Barcelona verlor. Dabei erzielte Hernández den zwischenzeitlichen Ausgleich per direkt verwandeltem Freistoß.

#### Real Madrid
Im Juli 2017 wechselte Hernández von Atlético zum Stadtrivalen Real Madrid, bei dem er einen Sechsjahresvertrag unterschrieb. Mit Real Madrid gewann er in der Saison 2017/18 die UEFA Champions League sowie die FIFA-Klub-Weltmeisterschaft, den UEFA Super Cup und den spanischen Supercup. Allerdings konnte er sich unter dem Trainer Zinédine Zidane auf der Linksverteidigerposition nicht gegen Marcelo durchsetzen und kam in der Liga lediglich auf 13 Einsätze.

#### Leihe zu Real Sociedad San Sebastián
Hernández wechselte für die Saison 2018/19 auf Leihbasis zu Real Sociedad San Sebastián. Dort kam er auf 24 Ligaeinsätze (22 in der Startelf), in denen er ein Tor erzielte.

#### AC Mailand
Zur Saison 2019/20 kehrte Hernández nicht mehr nach Madrid zurück, sondern wechselte in die italienische Serie A zur AC Mailand. Er unterschrieb einen Vertrag mit einer Laufzeit bis zum 30. Juni 2024. In Mailand war Hernández auf Anhieb als Stammspieler in der Startelf gesetzt und absolvierte in seiner ersten Saison in Italien 36 Pflichtspiele und erzielte dabei 7 Tore. In der Saison 2019/20 kam er mit Milan bis ins Achtelfinale der Europa League und spielte dort sieben Mal, wobei er einmal traf. In der Serie A schoss er in 33 Spielen sieben Tore und bereitete sechs vor. In der Spielzeit 2021/22 spielte er mit den Mailändern Champions League, in der man jedoch schon in der Gruppenphase ausschied. Insgesamt brachte Hernández es in jener Saison auf zehn Vorlagen und fünf Tore in 41 Einsätzen. Im Mai 2022 erzielte er beim 2:0-Heimsieg gegen Atalanta Bergamo ein Tor nach einem 80 Meter-Sprint, welches für den FIFA-Puskás-Preis 2022 nominiert wurde und von der Serie A zum Tor des Monats und zum Tor der Saison ausgezeichnet wurde. Mit seiner Mannschaft gewann er in dieser Spielzeit außerdem noch die italienische Meisterschaft. Am 6. Januar 2025 gewann Théo mit den Rossoneri die Supercoppa Italiana.

#### Wechsel nach Saudi-Arabien
Mitte Juli 2025 schloss sich Hernández dem saudi-arabischen Fußballverein al-Hilal an und unterschrieb dort einen Vertrag bis Sommer 2028.

### Nationalmannschaft
In den Jahren 2015 und 2016 wurde Hernández regelmäßig in die Jugendnationalmannschaften von Frankreich einberufen und bestritt in diesen zwei Jahren insgesamt 16 Spiele für die U18-, U19- und U20-Auswahl von Frankreich.
Nach 5 Jahren ohne Berücksichtigung für die Nationalmannschaft oder U21-Auswahl wurde Hernández im September 2021 erstmals von Trainer Didier Deschamps in den Kader der Nationalmannschaft von Frankreich einberufen. Das Debüt von Hernández folgte am 7. September beim 2:0-Heimsieg in der WM-Qualifikation gegen Finnland. Einen Monat später im Oktober 2021 wurde Hernández ebenfalls in den Kader für die Endrunde der UEFA Nations League einberufen. Im Halbfinale der Nations League erzielte Hernández in der 90. Spielminute den wichtigen Treffer zum 3:2-Sieg gegen Belgien und auch im siegreichen Finale gegen Spanien (1:2) stand Hernández die komplette Spielzeit auf dem Platz und legte dort das entscheidende Tor von Kylian Mbappé vor.

## Erfolge und Auszeichnungen

### Nationalmannschaft
- UEFA-Nations-League-Sieger: 2021

### Vereine
Real Madrid
- Champions-League-Sieger: 2018
- Klub-Weltmeister: 2017
- UEFA-Super-Cup-Sieger: 2017

- Spanischer Supercup: 2017

AC Mailand
- Italienischer Meister: 2022
- Italienischer Supercupsieger: 2024

### Individuelle Auszeichnungen
- Bestes Tor der Serie A: 2021/22
- Italiens Tor des Jahres: 2022
- Team des Jahres der Serie A: 2020, 2021, 2022, 2023

## Familie
Théo Hernández stammt, wie sein älterer Bruder Lucas Hernández, aus einer fußballbegeisterten Familie. Ihr Vater Jean-François Hernández bestritt 177 Erstligaspiele für FC Toulouse und FC Sochaux sowie eine Zweitligasaison bei Olympique Marseille. Nachdem der Vater seine Familie 2012 verlassen hatte, nennen sich seine Söhne bewusst nur noch mit ihren Vornamen als Sportlernamen (Théo bzw. Lucas).

## Nachweise und Anmerkungen
1. ↑  FIFA World Cup Qatar 2022 Squad List. (PDF; 619 KB) 18. Dezember 2022, S. 12, abgerufen am 2. Februar 2024 (englisch).
2. 1 2  Artikel „Theo, la moto d’Alavés“ vom 21. März 2017, S. 58, und „Theo et Lucas, frères de Liga“ vom 11. April 2017, S. 32 ff., beide in France Football
3. ↑  Barça schenkt Enrique Pokalsieg zum Abschied, spiegel.de, 28. Mai 2017, abgerufen am 29. Juli 2017.
4. ↑  realmadrid.com: Official Announcement: Theo Hernández (5. Juli 2017)
5. ↑  Official Announcement: Theo Hernández, realmadrid.com, 10. August 2018, abgerufen am 10. August 2018.
6. ↑  Theo Hernández is Rossonero, acmilan.com, 6. Juli 2019, abgerufen am 7. Juli 2019.
7. ↑  Der Scudetto ist nah! Theo lässt San Siro tanzen. Abgerufen am 1. Februar 2023.
8. ↑  Milan ist Meister In: rainews.it, abgerufen am 26. August 2022
9. ↑  Zwei Spiele, ein Titel: Conceicao hat Milan geimpft. Abgerufen am 8. Januar 2025 (deutsch).
10. ↑  Theo Hernández wechselt zu Al-Hilal. transfermarkt.de, 10. Juli 2025, abgerufen am 10. Juli 2025.
11. ↑  Frankreich - Finnland, 07.09.2021 - WM-Qualifikation Europa - Spielbericht. Abgerufen am 12. Oktober 2021.
12. ↑  Frankreich folgt Spanien ins Finale: Benzema, Mbappé & T. Hernández drehen 0:2-Rückstand. Abgerufen am 12. Oktober 2021.
13. ↑  Benzema & Mbappé kontern Oyarzabal: Frankreich gewinnt die Nations League. Abgerufen am 12. Oktober 2021.

| Personendaten    | Personendaten                                               |
| ---------------- | ----------------------------------------------------------- |
| NAME             | Hernández, Théo                                             |
| ALTERNATIVNAMEN  | Hernández, Théo Bernard François (vollständiger Name); Théo |
| KURZBESCHREIBUNG | französischer Fußballspieler                                |
| GEBURTSDATUM     | 6. Oktober 1997                                             |
| GEBURTSORT       | Marseille, Frankreich                                       |